# Benjamin Simon
Benjamin Clarke Simon (né le 14 juin 1978 à Shaker Heights, dans l'État de l'Ohio aux États-Unis) est un joueur professionnel de hockey sur glace évoluant à la position de centre.

## Carrière
Benjamin Simon est réclamé au cinquième tour du repêchage de la LNH de 1997 par les Blackhawks de Chicago alors qu'il évolue pour le club universitaire des Fighting Irish de Notre Dame dans la Central Collegiate Hockey Association, une division du championnat de la NCAA. Simon poursuit avec ces derniers pour trois saisons de plus avant de voir ces droits passer aux mains des Trashers d'Atlanta de la Ligue nationale de hockey.
Devenant joueur professionnel en 2000, Simon rejoint alors le club affilié aux Thrashers dans la Ligue internationale de hockey, les Solar Bears d'Orlando avec qui il remporte la Coupe Turner remise à l'équipe victorieuse des séries éliminatoires. Dès la saison suivante, le joueur de centre effectue ces premiers pas dans la LNH, disputant six rencontres avec Atlanta. Il passe le reste de la saison avec les Wolves de Chicago de la Ligue américaine de hockey avec qui il remporte la Coupe Calder remise aux champions des séries éliminatoires.
Malgré des débuts prometteurs, Simon ne parvient à décrocher un poste régulier dans la LNH. Devenant agent libre au cours de l'été 2003, il s'entend alors avec les Predators de Nashville pour la saison 2003-2004. Il dispute alors dix-huit rencontres avec les Admirals de Milwaukee, club-école des Preds avant de retourner via une nouvelle transactions au sein des Thrashers d'Atlanta. Il joue un total de cinquante-deux parties avec l'organisation de la LNH, son plus haut total sur une saison, récoltant au passage trois buts dans la LNH, les seuls de sa carrière.
De retour sur le marché des joueurs autonomes durant l'été 2005, il rejoint alors les Blue Jackets de Columbus. Il reste trois saisons au sein de l'organisation, disputant ces treize dernières parties en carrière dans le grand circuit. Ben Simon rejoint pour la saison 2008-2009 l'Allemagne et son championnat Élite, la Deutsche Eishockey-Liga, y rejoignant pour une saison les Iserlohn Roosters.
Il retourne en Amérique du Nord pour une saison, qu'il partage entre les Wings de Kalamazoo de l'ECHL et les Marlies de Toronto de la LAH avant d'accepter un poste pour la saison 2010-2011 en tant que joueur-entraîneur pour les Sheffield Steelers au Royaume-Uni. Au terme de cette saison, il annonce son retrait de la compétition et accepte un poste d'assistant-entraîneur avec l'équipe des IceHogs de Rockford de la LAH.
En équipe nationale, Ben Simon est appelé à représenter les États-Unis à une occasion, au cours du championnat du monde junior de 1997.

### Statistiques en club
| Saison     | Équipe                       | Ligue      |    | Saison régulière | Saison régulière | Saison régulière | Saison régulière | Saison régulière |   | Séries éliminatoires | Séries éliminatoires | Séries éliminatoires | Séries éliminatoires | Séries éliminatoires |
| Saison     | Équipe                       | Ligue      | PJ | B                | A                | Pts              | Pun              | PJ               | B | A                    | Pts                  | Pun                  |                      |                      |
| 1992-1993  | Shaker Heights HS            | HS-OH      | 25 | 15               | 21               | 36               |                  |                  |   |                      |                      |                      |                      |                      |
| 1993-1994  | Shaker Heights HS            | HS-OH      | 24 | 45               | 41               | 86               |                  |                  |   |                      |                      |                      |                      |                      |
| 1994-1995  | Shaker Heights HS            | HS-OH      | 25 | 61               | 68               | 129              |                  |                  |   |                      |                      |                      |                      |                      |
| 1995-1996  | Barons de Cleveland          | NAHL       | 45 | 38               | 33               | 71               |                  | 5                | 7 | 13                   | 20                   |                      |                      |                      |
| 1996-1997  | Fighting Irish de Notre Dame | CCHA       | 30 | 4                | 15               | 19               | 79               |                  |   |                      |                      |                      |                      |                      |
| 1997-1998  | Fighting Irish de Notre Dame | CCHA       | 37 | 9                | 28               | 37               | 91               |                  |   |                      |                      |                      |                      |                      |
| 1998-1999  | Fighting Irish de Notre Dame | CCHA       | 37 | 18               | 24               | 42               | 65               |                  |   |                      |                      |                      |                      |                      |
| 1999-2000  | Fighting Irish de Notre Dame | CCHA       | 40 | 13               | 19               | 32               | 53               |                  |   |                      |                      |                      |                      |                      |
| 2000-2001  | Solar Bears d'Orlando        | LIH        | 77 | 8                | 12               | 20               | 47               | 16               | 6 | 5                    | 11                   | 20                   |                      |                      |
| 2001-2002  | Thrashers d'Atlanta          | LNH        | 6  | 0                | 0                | 0                | 6                |                  |   |                      |                      |                      |                      |                      |
| 2001-2002  | Wolves de Chicago            | LAH        | 74 | 11               | 23               | 34               | 56               | 25               | 2 | 3                    | 5                    | 24                   |                      |                      |
| 2002-2003  | Thrashers d'Atlanta          | LNH        | 10 | 0                | 1                | 1                | 9                |                  |   |                      |                      |                      |                      |                      |
| 2002-2003  | Wolves de Chicago            | LAH        | 69 | 15               | 17               | 32               | 78               | 9                | 0 | 0                    | 0                    | 6                    |                      |                      |
| 2003-2004  | Admirals de Milwaukee        | LAH        | 18 | 1                | 3                | 4                | 6                |                  |   |                      |                      |                      |                      |                      |
| 2003-2004  | Thrashers d'Atlanta          | LNH        | 52 | 3                | 0                | 3                | 28               |                  |   |                      |                      |                      |                      |                      |
| 2004-2005  | Wolves de Chicago            | LAH        | 53 | 11               | 10               | 21               | 58               | 18               | 1 | 5                    | 6                    | 44                   |                      |                      |
| 2005-2006  | Blue Jackets de Columbus     | LNH        | 13 | 0                | 0                | 0                | 4                |                  |   |                      |                      |                      |                      |                      |
| 2005-2006  | Crunch de Syracuse           | LAH        | 66 | 13               | 24               | 37               | 88               | 3                | 0 | 1                    | 1                    | 2                    |                      |                      |
| 2006-2007  | Crunch de Syracuse           | LAH        | 56 | 9                | 12               | 21               | 77               |                  |   |                      |                      |                      |                      |                      |
| 2006-2007  | Griffins de Grand Rapids     | LAH        | 21 | 4                | 5                | 9                | 28               | 7                | 0 | 0                    | 0                    | 9                    |                      |                      |
| 2007-2008  | Falcons de Springfield       | LAH        | 80 | 12               | 10               | 22               | 88               |                  |   |                      |                      |                      |                      |                      |
| 2008-2009  | Iserlohn Roosters            | DEL        | 51 | 5                | 10               | 15               | 64               |                  |   |                      |                      |                      |                      |                      |
| 2009-2010  | Wings de Kalamazoo           | ECHL       | 18 | 4                | 9                | 13               | 16               | 3                | 3 | 0                    | 3                    | 14                   |                      |                      |
| 2009-2010  | Marlies de Toronto           | LAH        | 44 | 2                | 6                | 8                | 51               | 3                | 2 | 0                    | 2                    | 12                   |                      |                      |
| 2010-2011  | Sheffield Steelers           | EIHL       | 54 | 21               | 36               | 57               | 62               |                  |   |                      |                      |                      |                      |                      |
| Totaux LNH | Totaux LNH                   | Totaux LNH | 81 | 3                | 1                | 4                | 47               |                  |   |                      |                      |                      |                      |                      |

### Statistiques en équipe nationale
| Année | Équipe     | Compétition                 |   | PJ | B | A | Pts | Pun               |  | Résultat |
| 1997  | États-Unis | Championnat du monde Junior | 6 | 0  | 0 | 0 | 4   | Médaille d'argent |  |          |

### Statistiques d'entraîneur
| Saison    | Équipe                 | Ligue |    | PJ | V  | D | N | Pr                |  | Séries éliminatoires |
| 2010-2011 | Sheffield Steelers     | EIHL  | 54 | 43 | 10 | 0 | 1 |                   |  |                      |
| 2013-2014 | Cyclones de Cincinnati | ECHL  | 72 | 41 | 23 | 0 | 8 | Défaite en finale |  |                      |

## Honneurs et trophées
North American Hockey League
- Nommé dans la première équipe d'étoiles en 1996.
- Nommé la recrue de l'année en 1996.

Central Collegiate Hockey Association
- Nommé dans la deuxième équipe d'étoiles en 1999.

Ligue internationale de hockey
- Vainqueur avec les Solar Bears d'Orlando de la Coupe Turner remise à l'équipe championne des séries éliminatoires en 2001.

Ligue américaine de hockey
- Vainqueur avec les Wolves de Chicago de la Coupe Calder remise à l'équipe championne des séries éliminatoires en 2002.

## Transactions en carrière
- Repêchage de la LNH 1997 : réclamé par les Blackhawks de Chicago (5e choix de l'équipe, 110e choix au total).
- 25 juin 2000 : droits échangés par les Blackhawks aux Thrashers d'Atlanta en retour du choix de neuvième ronde des Thrashers au repêchage de 2000 (les Blackhawks sélectionnent avec ce choix Peter Flache).
- 14 juillet 2003 : signe à titre d'agent libre avec les Predators de Nashville.
- 2 décembre 2003 : échangé par les Predators avec Tomáš Klouček aux Thrashers en retour de Simon Gamache et Kirill Safronov.
- 11 août 2005 : signe à titre d'agent libre avec les Blue Jackets de Columbus.
- 5 août 2008 : signe à titre d'agent libre avec les Iserlohn Roosters.
- 12 novembre 2009 : signe à titre d'agent libre avec les Wings de Kalamazoo.
- 1er janvier 2010 : prêté par les Wings aux Marlies de Toronto.
- 28 juillet 2010 : signe à titre de joueur-entraîneur avec les Sheffield Steelers.
- 9 août 2011 : annonce son retrait de la compétition.